# José Agostinho Moreira Guimarães
José Agostinho Moreira Guimarães, primeiro e único barão de Guimarães (Rio de Janeiro, 25 de outubro de 1824 — Petrópolis, 2 de março de 1905) foi um político brasileiro.

## Biografia
Filho de Antonio José Moreira Guimarães e Ana Leocádia da Cunha Barbosa. Casou-se com Cândida Augusta dos Santos, sendo que ela nunca foi a baronesa Guimarães porque seu marido recebeu o título quando já havia falecido.
Formado pela Faculdade de Direito de São Paulo, em 1850, foi deputado provincial no Rio de Janeiro, onde também foi diretor de instrução pública. Publicou a O Brasil na Exposição de Paris.
Atuou no Ministério da Agricultura, comandando a diretoria de Agricultura, Comércio e Indústria, em 1862.
Foi agraciado barão em 26 de julho de 1881, era também comendador da Imperial Ordem de Cristo e da Imperial Ordem da Rosa, também recebeu a Legião de Honra, da França.